# McKees Rocks
McKees Rocks es un borough ubicado en el condado de Allegheny en el estado estadounidense de Pensilvania. En el año 2000 tenía una población de 6.622 habitantes y una densidad poblacional de 1,263.0 personas por km².

## Geografía
McKees Rocks se encuentra ubicado en las coordenadas 40°28′12.79″N 80°3′49.22″O / 40.4702194, -80.0636722.

## Demografía
Según la Oficina del Censo en 2000 los ingresos medios por hogar en la localidad eran de $22,278 y los ingresos medios por familia eran $29,063. Los hombres tenían unos ingresos medios de $25,872 frente a los $23,402 para las mujeres. La renta per cápita para la localidad era de $13,858. Alrededor del 25.3% de la población estaba por debajo del umbral de pobreza.